# Owenodon
Owenodon ("Owenův zub") byl rod velkého ornitopodního dinosaura ze skupiny Iguanodontia. Nález sestává z částečně zachované spodní čelisti, objevené v Dorsetu (Velká Británie). Owenodon žil asi před 143 miliony let, v období nejspodnější křídy. Původně byl popsán již v roce 1874 jako Iguanodon hoggii Richardem Owenem. V roce 2009 přeřadil tento taxon do samostatného rodu paleontolog Peter Galton. Tento velký iguanodont dosahoval délky zhruba 7 metrů.
Rodové jméno je poctou britskému přírodovědci Siru Richardu Owenovi, který v roce 1842 stanovil vědecké jméno Dinosauria.